# 47è Cos Panzer
El 47è Cos Panzer (alemany: XXXXVII. Panzerkorps) va ser un cos panzer de l'exèrcit alemany a la Segona Guerra Mundial, que antigament era designat com a XLVII Korps. Diverses formacions del cos van lluitar en la campanya francesa de 1940, a la invasió de la Unió Soviètica de 1941 a 1944 i al front occidental des de juny de 1944 fins a abril de 1945.

## Història

### Formació inicial
La primera formació del XLVII Cos va ser el 20 de juny de 1940, durant la batalla de França. Aquesta formació es va dissoldre poc després l'1 de juliol de 1940. El cos es va formar novament com a cos motoritzat el 25 de novembre de 1940 a la Regió Militar XI. El nou cos estava inicialment estacionat a Alemanya com a part del Grup d'Exèrcits C.

### Front oriental
El maig de 1941, el cos va estar subordinat al Grup Panzer 2 (més tard 2n Exèrcit Panzer) i va participar en la invasió de la Unió Soviètica el 1941. El 21 de juny de 1942, el cos va rebre el nom de XLVII Panzer Corps. El cos va romandre al front rus fins al març de 1944, quan va estar estacionat a França.

### Front occidental
El 1944,  cos va ser traslladat al front occidental. El cos va participar en l'ofensiva de Mortain i va atacar el centre de la regió de les Ardenes durant l'Ofensiva de les Ardenes. El cos va rebre el nom de Grup d'Exèrcits Lüttwitz el gener de 1945. El 16 d'abril el cos es va rendir amb altres tropes alemanyes a la bossa del Ruhr a l'exèrcit nord-americà.

## Orde de batalla

### 10 de desembre de 1940
- 14a Divisió d'Infanteria
- 19a Divisió Panzer
- 20a Divisió Panzer
- 4a Divisió Panzer
- 20a Divisió d'Infanteria (Motoritzada)

### 22 de juny de 1941
- 29a Divisió d'Infanteria (Motoritzada)
- 17a Divisió Panzer
- 18a Divisió Panzer
- 167a Divisió d'Infanteria[7]

### 16 de setembre de 1944
- 21a Divisió Panzer
- 111a Brigada Panzer
- 112a Brigada Panzer
- 113a Brigada Panzer

### 15 de desembre de 1944
- Tropes del Cos 
  - 182è Regiment Flak Sturm
  - 1124a Bateria d'Artilleria Pesada
  - 1119a Bateria de Morters Pesats
  - 600è Batalló d'Enginyers
  - 15a (Brigada mot) Volks Werfer 
    - 55è Regiment Nebelwerfer
    - 85è Regiment Nebelwerfer

  - 766è Volksartilleriekorps (mot)
- 2a Divisió Panzer
- Panzer Lehr Division
- 26a Divisió Volksgrenadier[8]